# 杨文思
杨文思（542年—611年3月5日），字温才，弘农郡华阴县（今陕西省华阴市）人，出自弘农杨氏越公房，北周、隋朝官员。

## 生平
西魏恭帝二年（555年），杨文思虚龄十一岁时，出任车骑大将军、仪同三司、散骑常侍。武成二年（560年），杨文思因为父亲杨宽的功劳，封新丰县子，食邑五百户。保定二年（562年），杨文思改封宜阳县开国公，食邑一千户。天和元年（566年），赵王宇文招出任益州总管，杨文思担任赵王府属跟随前往，不久出任武都郡太守。天和元年（566年），十姓獠反叛，宇文招派遣杨文思将叛军平定，同年宇文招又派遣杨文思率领三千人将獠人的余党歼灭，杨文思代理翼州刺史。天和四年（569年），岷山党项左封羌叛乱，杨文思率领翼州兵马将他们讨伐平定。天和五年（570年），资中郡武康獠反叛，天和六年（571年），隆山郡生獠和东山獠仗着地势险要发动叛乱，杨文思将他们全部击败。建德四年（575年），杨文思随陈王宇文纯攻打北齐河阴子城，又跟随柱国酂国公窦恭进攻晋州，同年又在晋州与齐军交战，以战功进授上仪同三司，改封永宁县开国公，食邑一千户。建德六年（577年），东寿阳人刘叔仁作乱，杨文思跟随总管清河公宇文神举前往讨伐，在砖井驿交战，杨文思在阵中生擒刘叔仁。同年，杨文思又跟随总管王谊在鲤鱼栅击败叛军。宣政元年（578年），稽胡刘库历围困乌突城，杨文思跟随王谊将刘库历讨伐平定。同年，突厥特勤吐屯进攻三塠，杨文思跟随总管清河公宇文神举追逐击败了突厥军，检校朔州刺史。当时北齐范阳王高绍义的仪同翟元炽据守山城，杨文思围城并攻克。高绍义又派遣开府袁猛占据乐安郡，杨文思与袁猛交战并将他击败，很快因为屡次军功被征召出任果毅左旅下大夫。
大象二年（580年），杨坚担任丞相时，杨文思跟随元帅郧国公韦孝宽讨伐尉迟迥，尉迟迥属下将领万纽于勇、大莫干俊进攻怀州 ，杨文思与大将军宇文述将对方击败。杨文思又在武陟击败尉迟惇，在邺城三次与叛军交战，战功都是位于第一勋。同年，杨文思加上大将军，改封洛川县开国公，食邑户数如故。大定元年（581年），杨文思出任隆州刺史。开皇元年（581年），隋文帝登基，以杨文思是宗室，改封正平郡公，增加食邑二千户。开皇十四年（594年），杨文思出任魏州刺史，在当地很有仁政，等到离职的时候，官吏百姓思念，为杨文思树立石碑歌颂他的德行。
开皇十八年（598年），杨文思出任幽州道行军总管，开皇十九年（599年）改任燕州道行军总管。仁寿三年（603年），杨文思出任使持节、冀州刺史。
大业元年（605年），隋炀帝即位，当时隋炀帝兄弟之间有矛盾，汉王杨谅出兵进攻冀州，杨文思发兵固守，后来朝廷大使巡抚冀州，上表杨文思的诚节，隋炀帝特别褒奖。大业二年四月癸丑（606年6月10日），杨文思出任民部尚书。大业三年九月癸酉（607年10月23日），杨文思转任纳言，同年加右光禄大夫，获得赏赐洛阳宅第。大业六年（610年），杨文思跟随隋炀帝前往江都宫，因为足部疾病不能小跑上奏，于大业七年（611年）再度出任民部尚书，加左光禄大夫。大业七年正月十六日（611年3月5日），杨文思在江都郡去世，虚岁七十，谥号定。大业九年二月廿二日（613年3月18日），隋文帝诏令赠予杨文思光禄大夫、尚书右仆射、平舒侯，大业九年太岁癸酉三月乙亥朔廿八日壬寅（613年4月23日）迁葬于华阴县潼乡习仙之里。早先，杨文思应当承袭父亲的爵位华山郡公，他自认为不是嫡子，于是让封给弟弟杨纪，当时的人称赞他。

## 其他
杨文思在洛阳的住宅位于宣风坊，后被赐给樊子盖，唐朝成为宗楚客的住宅，宗楚客流放岭南后成为节愍太子李重俊的住宅。李重俊成为皇太子后，于神龙三年将住宅建为崇因尼寺，又改为卫国寺，景云元年改为安国寺。会昌年间废弃，之后修复，改为僧人居住的地方。

## 家庭

### 祖父
- 杨钧，北魏侍中、司空公、使持节、都督雍华二州诸军事、骠骑大将军、雍州刺史、临贞文恭公[1]

### 父亲
- 杨宽，西魏侍中、尚书左仆射、骠骑大将军，北周大将军、小冢宰、大御正、华州刺史、华山元公[1]

### 兄弟姐妹
- 杨恒，西魏东宫直寝、华州刺史、敷西男，早亡
- 杨文宪，隋朝上开府仪同三司、使持节、总管荆复硖鄀鄂岳沣朗辰九州诸军事、荆州刺史、上明恭公
- 杨文志，北周大都督，过继杨宽第五弟杨稚
- 杨文懿，隋朝通议大夫、安陆郡太守、晋熙县公
- 杨文愻，隋朝内史通事舍人、大都督、普安县开国男
- 杨文愿，隋朝右卫翊卫、骠骑大将军、仪同三司、宜阳县开国公
- 杨氏，嫁北周大都督、安□□□□侯达奚昊

### 子女
- 杨某，隋朝尚食直长[1]

## 延伸阅读
[在维基数据编辑]
 《隋書·卷48》，出自魏徵《隋书》